# Loch Assynt
Il Loch Assynt (in gaelico scozzese: Loch Asaint) è un lago (loch) di 8 km² della Scozia nord-occidentale, situato nell'area/distretto di Assynt, nella contea tradizionale del Sutherland (area amministrativa attuale: Highland).
Principale località del lago è il villaggio di Inchnadamph, situato lungo la sponda meridionale.

## Geografia

### Collocazione
Il lago si trova ad est della località costiera di Lochinver e a nord-ovest del Ben More Assynt, nonché ad ovest del Loch Shin.

### Dimensioni
Il Loch Assynt misura 6 miglia (10 km) in lunghezza ed ha una profondità massima di 282 piedi (86 metri).

## Fauna
Nel lago vive la trota salmonata.

## Luoghi d'interesse
- Inchnadamph
- Ardvreck Castle[5]

## Leggende
Secondo la leggenda, nel lago vivrebbe la cosiddetta "sirena di Assynt", che altri non sarebbe se non Eimhir, ovvero la figlia scomparsa di MacLeod.